# James Whittaker

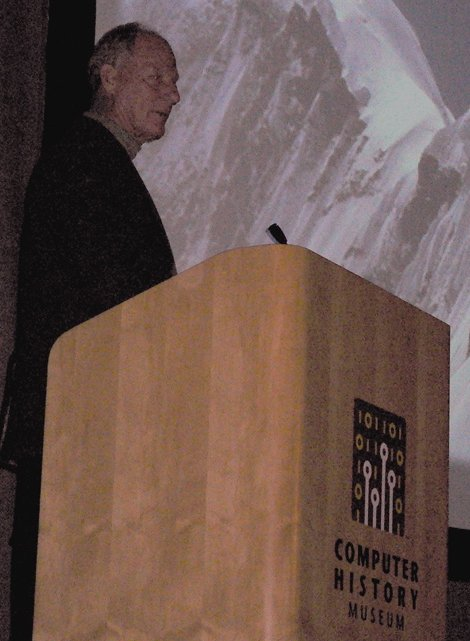
Jim Whittaker bei einem Vortrag im Computer History Museum 2005

James W. Whittaker, auch bekannt als Jim Whittaker (* 10. Februar 1929 in Seattle, Washington) ist ein US-amerikanischer Bergsteiger. Er war im Jahre 1963 der erste Amerikaner auf dem Gipfel des Mount Everest.

## Leben
Zusammen mit seinem Zwillingsbruder Lou Whittaker wuchs Jim Whittaker in Seattle, der größten Stadt des Bundesstaates Washington, auf. Die Brüder absolvierten die West Seattle High School und die Seattle University. Sie interessierten sich schon bald für das Klettern und nützten die Bergwelt der Kaskadenkette mit dem 4395 m hohen Mount Rainier, um Erfahrung als Bergsteiger und Bergführer zu sammeln. Jim Whittaker bestieg auch den 6190 m hohen Denali in Alaska, den höchsten Berg Nordamerikas. Wie der Mount Everest zählt der Denali zu den Seven Summits.
1963 war Jim Whittaker Mitglied der American Mount Everest Expedition unter der Leitung von Norman Dyhrenfurth. Während der Expedition entstand Streit über die Route zum Gipfel. Tom Hornbein wollte die von Norman Dyhrenfurth vorgeschlagene neue Route über den Westgrat parallel zum Aufstieg anderer Expeditionsmitglieder über die traditionelle Route, die auch schon Edmund Hillary begangen hatte, angehen. Norman Dyhrenfurth stellte aber zunächst den Aufstieg über die Hillary-Route in den Fokus. Sollte das Vorhaben der Erstbesteigung des Mount Everest durch einen Amerikaner auf dieser Route gelingen, dann stellte er es Hornbein frei, es auch auf der neuen Route zu versuchen. Daher übernahm Whittaker zusammen mit dem Sherpa Nawang Gombu, einem Neffen Tenzing Norgays, die weniger attraktive Route auf den Gipfel. Am 1. Mai 1963 hisste er auf dem Gipfel die Flagge der Vereinigten Staaten. Drei Wochen später, am 22. Mai 1963, erreichten auch Barry Bishop und Lute Jerstad den Gipfel auf der traditionellen Route, gleichzeitig erkletterten Tom Hornbein und Willi Unsoeld auf der neuen Route den Mount Everest. Sie überschritten den Gipfel und trafen auf der Abstiegsroute mit ihren Kameraden zusammen.
Alle Mitglieder der Expedition wurden von Präsident John F. Kennedy mit der selten verliehenen Hubbard-Medaille der National Geographic Society ausgezeichnet. 
In der Folge wurde Jim Whittaker zum Vertrauten von Robert F. Kennedy. 1965 führte Whittaker Robert Kennedy und andere Politiker und Bergsteiger auf den Gipfel des bis dahin unbestiegenen Mount Kennedy im kanadischen Yukon-Territorium. Erst kurz zuvor war der fast 4000 m hohe Gipfel nach dem ermordeten Präsidenten John F. Kennedy benannt worden.
Im September 1978 leitete Whittaker eine amerikanische Expedition zum K2 im Karakorum, dem zweithöchsten Berg der Erde. Obwohl dieser Berg als weit schwieriger als der Everest gilt, waren die Bergsteiger der Expedition bei der Ersteigung des Gipfels als erste Amerikaner erfolgreich.
Whittaker war 1990 Leiter des Everest Peace Climb, bei dem Vertreter aus den USA, der Volksrepublik China und der damaligen UdSSR (Russland, Kasachstan und Ukraine) zusammentrafen. Dabei erreichten 20 Bergsteiger den Gipfel des Mount Everest. Die Expedition nahm auf ihrem Rückweg über zwei Tonnen Müll mit, den vorangegangenen Expeditionen hinterlassen hatten.
Im Jahr 1999 veröffentlichte Whittaker seine Autobiographie A Life on the Edge: Memoirs of Everest and Beyond.